# Morane
Morane is een atol in het uiterst zuidelijke deel van de Tuamotuarchipel, in Frans-Polynesië. Het behoort administratief tot de Gambiereilanden, maar het ligt 220 km westelijk van het hoofdeiland Mangareva. Het eiland is onbewoond; het dichtst bij ligt het eiland Maria Est (Actéon groep) en dat ligt 153 km ten noordwesten van Morane. Het eiland is 5,8 km lang en 3,5 km breed en heeft een oppervlakte van  2.85 km². De lagune heeft een oppervlakte van 11 km² en er zijn geen openingen naar zee. De koraalriffen zijn bedekt met bos van de kokos- en schroefpalmen (Pandanus).

## Beschrijving

### Geschiedenis
De eerste Europeaan die het eiland in zicht kreeg van kapitiet Samuel Grimwood op 15 januari 1828. Het eiland werd aanvankelijk Grimwood's Island genoemd.

### Ecologie
In 2003 werd ontdekt dat de ernstig bedreigde Tahitiaanse patrijsduif (Alopecoenas erythropterus) met 10 tot 30 exemplaren op het eiland voorkwam. In 2012 werden daar gedurende drie dagen onderzoek, slechts twee individuen aangetroffen. Daarnaast komen er nog honderden (in 2003: 530) van de bedreigde tuamotustrandloper (Prosobonia parvirostris) voor.
Genootschapseilanden (Bovenwindse Eilanden · Benedenwindse Eilanden) · Tuamotu-Gambier (Gambiereilanden · Tuamotu) · Australeilanden · Marquesaseilanden